# Мыстецтво
«Мистецтво» (с укр. — «Искусство»; полное название — ДП «Державне спеціалізоване видавнцтво „Мистецтво“») — советское республиканское, а с 1991 года украинское государственное специализированное издательство.

## История
Издательство было основано в 1932 году Госкомиздатом УССР в Харькове под названием «Мистецтво». В 1935 году штаб-квартира издательства была перенесена в Киев. В 1956-1963 годах издательство называлось «Государственное издательство изобразительного искусства и музыкальной литературы УССР» (укр. Державне видавництво образотворчого мистецтва і музикальної літератури УРСР), в 1963 году ему было возвращено прошлое название.
Издательство выпускает книги по эстетике, изобразительному искусству, театру, кино, а также сказки, повести, исторические, биографические и справочные издания.

Среди лучших изданий «Мистецтва» — «Украинская летопись наряда» 3. Васиной (2003, т. 1; 2006, т. 2), «Старинные имения Украины» И. Родичкина и О. Родичкиной (2005), «История украинской вышивки» Т. Кары-Васильевой (2008), «Шедевры украинской живописи» (2012) и «Авангард. Украинские художники первой трети XX столетия» (2016) Д. Горбачёва, «Национальный музей истории Украины» (2012, т. 1; 2013, т. 2), «Тарас Шевченко. Художественное наследие» (2014), повесть «Художник» Т. Шевченко (2015), «Искусство Киевской Руси» Г. Ивакина, «Бойчук и его школа» С. Белоконя, «Дорогого камня хранилище: Антология украинской поэмы со времён Казацкого государства XVII—XVIII столетий» В. Шевчука (все — 2016).
Оригинальный текст (укр.)Серед кращих вид. — «Український літопис вбрання» З. Васіної (2003, т. 1; 2006, т. 2), «Старовинні маєтки України» І. Родічкіна та О. Родічкіної (2005), «Історія української вишивки» Т. Кари-Васильєвої (2008), «Шедеври українського живопису» (2012) та «Авангард. Українські художники першої третини ХХ ст.» (2016) Д. Горбачова, «Національний музей історії України» (2012, т. 1; 2013, т. 2), «Тарас Шевченко. Мистецька спадщина» (2014), повість «Художник» Т. Шевченка (2015), «Мистецтво Київської Русі» Г. Івакіна, «Бойчук та його школа» С. Білоконя, «Дорогого каміння сховище: Антологія української поеми з часів Козацької держави XVII — XVIII ст.» В. Шевчука (усі — 2016)
— Энциклопедия современной Украины